# Handianus

Handianus (лат.) — род цикадок из подсемейства Deltocephalinae трибы Athysanini.

## Описание
Цикадки размером 4-6 мм. Умеренно стройные и коренастые, широкие формы с широкой, округло выступающей поперечной головой. Переход лица в темя закруглён. В СССР 30 видов.
- Handianus arnoldii Emeljanov, 1964
- Handianus bejbienkoi Dlabola, 1959
- Handianus cerasi Emeljanov, 1964
- Handianus cytisi Zachvatkin, 1948
- Handianus ephedrae Emeljanov, 1964
- Handianus eurotiae Emeljanov, 1964
- Handianus flavovarius (Herrich-Schäffer, 1835)
- Handianus ignoscus (Melichar, 1896)
- Handianus limonii Emeljanov, 1964
- Handianus mariannae Della Giustina & Blasco-Zumeta, 1998
- Handianus mediterraneus Linnavuori, 1962
- Handianus modestus (Melichar, 1896)
- Handianus procerus (Herrich-Schäffer, 1835)
- Handianus spiraeae Emeljanov, 1964
- Handianus tauricus Logvinenko, 1967
- Handianus wagnerinus Dlabola, 1961